# Tristán Achaval Rodríguez
Tristán Achaval Rodríguez (Argentina, 1843 — 1887) foi um político e professor argentino. Foi também o fundador do periódico La Opinion, que defendia os interesses católicos.